# Moylin
Quella dei Moylin è stata una dinastia di attori e di danzatori del XVIII secolo della quale i principali componenti maschi furono:
- Guillaume Moylin, maître à danser (1690?-?)
- François Moylin, detto Francisque (1695?-1760?)
- Simon Moylin (1697?-1767)
- Martin Moylin (1720-1768)

Fecero anche parte della dinastia:
- Marie Sallé (1707-1756), figlia di Marie-Alberte Moylin
- Bursay (1738-1807), sposo di Marie-Anne Moylin